# Binač
Binač  (Binçë; Бинач; Binač) je naselje v občini Vitina na Kosovu. 

### Opis naselja
Binač - tudi Binča  (Binçë; Бинач; Binač; druge različice imena: Binac, Binach, Binaq, Binca, Bince, Bincë, Binqe, Binqë, Binçe) je naselje v občini Vitina, na skrajnem jugovzhodu Kosova in obsega površino 1.236 ha.

### Vodovje
Skozi naselje teče Mala reka ali Binačka reka; na zahodni strani poleg same vasi teče Golema (ali Korbulića) reka, imenovana tudi Binačka Morava (albansko Morava e Binça), ki pozneje tvori Južno Moravo in Veliko Moravo. Vodo za pitje dobivajo prebivalci iz vodnjaka nad vasjo in v vasi, kakor tudi iz reke.  

## Zgodovina
Vas Binač pri Vitini je prvič omenjena v povelji bizantinskega cesarja Bazilija II. 1019. 
Predpostavlja se, da je bil v tem času središče škofije samostan Sv. Nadangela Gabrijela, znan kot Binač. Današnje manastirsko področje ima skromno cerkev, konake (prenočišča) in zvonarno. Ohranjen je mlajši sloj živopisov iz 16. stoletja, a od vrednejših predmetov kadilnica iz 14. st. V samostanu živita 2 monahinji. 
Po izročilu in raziskavah izgleda, da je pod turško vlado bilo to naselje za nekaj časa pust kraj. Pred 200 leti ga je spet postavil rod Mirčevićev. Nato je vas rastla z naravnim prirastkom in doseljevanjem. 
Versko življenje med pravoslavci
Danes večkrat pride do resničnih ali namišljenih napetosti. Tako se je 2016 skupina Srbov, ki je delala na porti manastira v Binaču, pritožila policiji zaradi domnevnega oboroženega napada, v katerem sicer ni bil nihče poškodovan; dali so izjavo in zahtevali oboroženo varstvo pri delu. Nekatere priče pravijo, da je šlo le za streljanje na svatbi, domačini pa niso slišali nikakršnega streljanja in zato zaradi pomanjkanja dokazov ni prišlo do preiskave. Ko so prišli naslednjega dne Srbi na delo, so na ostankih cerkve našli razmetano kamenje in vejevje ter polomljen častni sedež (časni presto).  
Ta manastir je med Srbi zelo čislan. 16 let na ostankih cerkve svetega nadangela Gabrijela na dan manastirske slave, 26. julija, služijo liturgijo ter prihajajo verniki z vseh strani. 1963 je manastir vpisan v seznam spomenikov kulture Srbije. V vasi in okolici so ostanki cerkva Sv. Petke, Sv. Štefana in Sv. Nikolaja. 
Versko življenje med katoličani
20. julija 1969 je imel salezijanski duhovnik, poznejši prištinski župnik, sedaj upokojeni barski nadškof in primas Srbije Jožef Gaši - v tukajšnji katoliški cerkvi ponovitev nove maše, ker je njegova družina živela v Binaču v letih 1956-57.
V tej vasi imajo zdaj večino katoličani, ki dajejo veliko duhovniških poklicev. Leto dni pred Gašijem (1968) je tam imel novo mašo Sopi, tri leta nazaj (1966) pa Kurti. 

#### Nova cerkev in novi župnik Nikola
Po cerkvenih podatkih je bilo v vasi 1974. Leta 1200 katoličanov, od teh 85 v izseljenstvu. V gradnji je bila takrat cerkev, ki je posvečena svetemu Antonu  in svetemu Arškemu župniku. Župnija je bila ustanovljena 1945. V vasi sta dve osnovni in dve srednji šoli. 1981 je bil v Binaču župnik Gjergji in upokojeni duhovnik Berisha – oba kosovska Albanca. 
Do 1974 je župnikoval Dučkić – vsestranska osebnost za težke čase, ki se je – čeprav Hrvat – dobro naučil albanščine. 
Zanimivo je, da je bil Nikola (* 1941 v Janjevem) prvi župnik domačin po petdesetih letih in dušni pastir župije sv. Nikolaja v Janjevem skozi 15 let (1974–1989). Nato je bil 11 let župnik svetišča Matere Božje v Letnici (1989-2000). Župnik v albanskem kraju Binaču v župniji sv. Antona je bil od 1969-1974, pred tem pa kaplan v Stubli. Bil je tudi 26 let dekan Kosovskega in Makedonskega dekanata (1969-1995) v Skopsko-prizrenski škofiji, svetnik (konzultor) in desetletni skopsko-prizrenski ekonom.
Škof Prela ga je 1993 imenoval za škofovega namestnika za Hrvate na Kosovem s prošnjo, da skrbi za tiste, ki so se odselili – zlasti iz Janjeva, Letnice in drugih naselij – na Hrvaško. V Kistanjah pri Zadru, kjer zdaj živi 1250 izseljenih Janjevcev, je bil Nikola 1999 postavljen za župnika in je tam obhajal tudi zlato mašo 2016.
Desetina duhovnikov in redovnic je vstopilo v duhovni poklic na Đurkićevo spodbudo. Na slovesnosti so hvalili Nikolov vitki stas in gromki glas, odprtost srca, nasmeh, ljubezen in prizadevanje v semenišču v Skopju, kjer je v gimnaziji predaval latinščino. Bil je blizek sodelavec skopsko-prizrenskega škofa Herbuta in upravnika prizrenske škofije Sopija. Že prvi koraki Đurkićevega duhovništva kot kaplana v Stubli in župnika v Binaču med Albanci so ga učili odprtosti. Obvladal je albanščino, da bi lažje oznanjal vernikom Božjo besedo. Pomagal je revežem in ni gledal na to, kdo je Hrvat ali Albanec, Srb ali Cigan. Dr. Palić ga je med zlato mašo pohvalil: „Nikoli niste ljudi delili po narodnostni pripadnosti ali veri. V svesti si svojih hrvaških korenin ste druge spoštovali v njihovi različnosti in si tako zaslužili njihovo spoštovanje. Svojo odprtost ste pokazali, ko ste v svojem 33. letu starosti prevzeli upravo župnije Janjevo, kar je bilo tedaj nehvaležno delo zaradi notranjih delitev v verniški skupnosti. 
Svoj poklic dolguje spodbudi salezijanskega župnika Slovenca Sraka, ki je bil nekaj let župnik v Janjevem, ter ga je na koncu 5. razreda vprašal: “Kolja, ali hočeš biti duhovnik?” “Hočem”, je takoj odgovoril pripravljeno, saj je bil ministrant in je to klico nosil v sebi – vendar brez te spodbude ne bi nikoli šel v ta zahteven in preganjan stan. “Ta obljuba mojemu župniku pa me je vedno podpirala, da sem to tudi postal.”

#### Katoliške nune v Binaču
V Binaču imajo svojo redovno hišo tudi Hčere Božje ljubezni svete Matere Terezije. Ta mednarodna družba želi nuditi revnim dekletom in hišnim pomočnicam dom, vzgojo in izobrazbo. V ta namen imajo zavode in šole, pa tudi vrtce ter domove za onemogle.  
V Binač so sestre prišle 1961, ko so ustanovile Skupnost svetega Pavla. Oskrbujejo cerkev ter obiskujejo bolnike na domu. Skupaj s predstojnico Gojevićevo so bile 4 sestre.

### Prebivalstvo
Pri popisu prebivalstva 2011 je bilo v Binaču 1172 prebivalcev, a računajo, da jih je danes 1300. Med njimi so poleg večinskih Kosovskih Albancev tudi manjšinski Hrvatje in Srbi. Poreklo prebivalcev po rodovih nam kaže zelo pestro zgodovino teh krajev in njihovih ljudi.
Srbski rodovi
- Mirčevići (7 hiš, slavijo sv. Janeza), doseljeni v prvi polovici 18. st. iz Kačanika.
- Šorlići (13 hiš), Đurići (8 hiš), [14] Ilići (9 hiš) in Milkići (10 hiš); vsi slavijo svetega Nikolaja; doseljeni iz Bresta pri Skopju), kmalu po Mirčevićih.
- Cajkići (1 hiša) in Miranovići ali Marinovi (1 hiša), doseljeni skupaj z gornjimi rodovi iz Bresta. Za Cajkiće in Miranoviće, ki so v Brestu bili en rod, pravijo da so zdavnaj iz tega Binača, in da je njihova prednica neka babica, ki je izdala Turkom, ki so oblegali mesto, kako ga bodo najlažje osvojili, iz njihovega rodu. Zavoljo tega so menda oni prekleti in da nikakor ne morejo imeti več od dveh hiš.
- Nišići (1 hiša, slavijo Svetega Jurija), preseljeni iz Dželekar [15]okrog 1780.
- Dafinići (3 hiše, Sveta Petka [16]), doseljeni okrog 1830 iz Žegre še kot fantje.
- Mulić ali Zoljko (1 hiša), preseljen iz Raniluga v Gnjilanu okrog 1860, a 1913 priseljen v Binač kot zlatar (bakalin ali mehandžija = filigranist).

Rodovi Hrvatov katoličanov
- Lukići (4 hiše), Balaban (3 hiše), slavijo sv. Nikolaja in sv. Frančiška, preseljeni iz Vrnavokola 1895. Imajo se za fis Gaš.
- Šašarci (3 hiše, Marijino vnebovzetje), preseljeni iz Šašar okrog 1860; imajo se za fis Beriš. Odzdavnaj iz Bosne.

Rodovi Albancev katoličanov
- Dodići (4 hiše), Simonovići (2 hiši), Nujići (4 hiše) in Kurtovići (5 hiš), vsi od fisa Sop; obhajajo Sv. Janeza ali svetega Elija. Doseljeni okoli 1750 iz Malezije v Albaniji [17] kot katoliki, potem zaradi muslimanskega pritiska prividno prestopili v islam (ljaramani). Konec prve polovice 19. stoletja – ko je sultan prividno dovolil versko svobodo, so se izjavili za katoličane ter bili z mnogimi drugimi izgnani v Anadolijo kakor tisti iz Stuble. Iz prividnega islama sta ostala priimka rodov Nujića in Kurtovića.

Rod Albancev muslimanov
- Šuškovi (7 hiš), od fisa Beriš. Preseljeni iz Korbulića [18] okoli 1830; poreklom iz Albanije.

Rod Romov (Ciganov) muslimanov
- Brajini (3 hiše); kot kovači se selijo po vaseh Gornje Morave.

Binač je 1961 imel 914 prebivalcev (Srbov 508, Albancev 367, Hrvatov 31); 1981 je imel 1223 prebivalcev (Srbov 422, Albancev 729, Hrvatov 67). 